# Чешское телевидение
Чешское телевидение (чеш. Česká televize, ČT) — государственная организация Чехии осуществляющая телевидение.

## Телеканалы

### Общенациональные телеканалы общей тематики
- ČT1 — семейный телеканал, в котором передаёт новости, документальные фильмы, чешское кино и детские передачи.

- - Události - информационная программа
- ČT2 — тоже семейный телеканал, в котором передаёт документальные фильмы, передачи о природе, детские передачи, такие как шоу о рыбалке. Также канал транслирует западные фильмы с чешскими субтитрами, включая большую часть англоязычных фильмов. Также на канале можно найти разные спортивные каналы (Олимпийские игры, Чемпионат мира по футболу или Чемпионат Европы по футболу).

Доступны во всех регионах Чехии через эфирное (цифровое (DVB-T) на ДМВ, ранее - аналоговое (PAL, ещё более ранее SECAM) на МВ и ДМВ), кабельное, спутниковое телевидение, IPTV на первых двух каналах, а также через Интернет,.

### Международные телеканалы
- ČT Mezinárodní - международный телеканал

Доступен во всём мире через спутниковое телевидение.

### Тематические общенациональные телеканалы
- ČT24 является круглосуточным каналом новостей, он транслируется вживую в интернете и со спутников Astra 3A и Astra 1KR. Также он  доступен в кабельном пакете чешского телевидения в цифровом формате.

- ČT Sport  - спортивный канал, он транслируется вживую в интернете и со спутников Astra 3A и Astra 1KR. Также он  доступен в кабельном пакете чешского телевидения в цифровом формате.

- ČT art - телеканал с культурной тематикой
- ČT :D - детский телеканал
- ČT3 - телеканал для пожилых людей

Доступны во всех регионах Чехии через эфирное (цифровое (DVB-T) на ДМВ), кабельное, спутниковое телевидение, IPTV на второстепенных частотах, а также через Интернет.

## История

### Начало вещания
Предшественником Чешского телевидения было (с 1 мая 1953 года) Чехословацкое телевидение (Československá televize, ČST). 22 ноября 1991 года был создан федеральный совет по радиовещанию и телевидению (Federálna Rada pro rozhlasové a televizní vysílání), 5 марта 1992 года был создан Совет Чешской Республики по радио и телевидению (Rada České republiky pro rozhlasové a televizní vysílání). Чешское телевидение было основано 1 января 1992 года как национальная телесеть. Она работала на прежнем канале ČTV и производила выпуски новостей для федерального канала F1, объединенного Чехословацкого телевидения до конца 1992 года, когда Чехословакия распалась. С 1 января 1993 года по февраль 1994 ČT транслировало 3 канала в Чешской Республике, пока частота ČT 3 не была отдана новому коммерческому телеканалу TV Nova.

### Кризис
В конце 2000 года на Чешском телевидении начался кризис: спорное назначение Иржи Годача генеральным директором привело к настоящей войне за эфирное время и началу массовой цензуры на телевидении. 21 декабря прекратили вещание Первый и Второй телеканалы, но возмущённые журналисты устроили забастовку и отказались покидать студию новостей. На стороне протестовавших выступил даже президент Вацлав Гавел, однако все попытки возобновить трансляцию прерывались «по техническим причинам», а единственные выпуски новостей выходили с участием Яны Бобшиковой, ставленницы Годача. 12 января 2001 Иржи Годач покинул должность генерального директора, однако протесты не прекращались вплоть до ухода всех сторонников Годача.

### Наши дни
Новые каналы (канал новостей ČT24 и спортивный канал ČT4) появились в эфире в 2005 и 2006 соответственно, как часть запланированного начала трансляции цифрового телевидения. ČT24 был запущен 2 мая 2005 года, а ČT4 - 10 февраля 2006 (с 2012 года - ČT sport). 31 августа 2009 года ČT в стандарте разложения 1080i25 запустило телеканал ČT HD. 30 июня 2012 года прекратили вещание все аналоговые дубли телеканалов ČT. 31 августа 2013 года ČT запустил телеканалы ČT :D и ČT art.
ČT3 — временный телевизионный канал Чешского телевидения,выходил в эфир во время пандемии COVID-19 и был преимущественно нацелен на пожилую аудиторию. Основу составляли телепередачи из архива Чехословацкого телевидения.
Вещал с 23 марта 2020 года до 31 декабря 2022 года.

## Критика

### Скандал о Второй мировой войне
18 сентября 2014 в утреннем эфире телеканала было сказано следующее: "Польша вспоминает 75-ю годовщину советского вторжения. События 17 сентября 1939 года открыли Вторую мировую войну в Европе". Началом войны, однако, считается нападение Германии на Польскую республику 1 сентября 1939 года. Совет по телерадиовещанию страны ведет разбирательство по факту данного сообщения..

## Финансирование и менеджмент
Česká televize существует на деньги от выдаваемых лицензий (большей частью) и от рекламы (в тех областях, где оно менее конкурентно, чем коммерческие телестанции). В течение 2004 и 2005 организация лоббировала в правительстве увеличение платы за лицензии с тем, чтобы убрать рекламодателей. C 2008 год плата за лицензию составляет 135 крон за приёмник в месяц.
Действующий Генеральный Менеджер Чешского телевидения - Петр Дворжак (Petr Dvořák), который был избран на срок в 6 лет Советом Чешского телевидения (Rada České televize) и вступил в должность 1 октября 2011 года. Совет Чешского телевидения состоит из 15 членов, которые избираются Палатой депутатов так чтобы были представлены наиболее значимые фигуры из региональных, политических, культурных и социальных кругов. Каждые 2 года переизбирается 5 членов на срок 6 лет. Контроль за соблюдением законов о СМИ осуществляет Совет радиовещательных и телевизионных передач (Rada pro rozhlasové a televizní vysílání), назначаемым Председателем Правительства по предложению Палаты Депутатов.
ČT является членом Европейского вещательного союза и акционером Euronews.